# Водичкова, Камила
Ками́ла Води́чкова (чеш. Kamila Vodičková; род. 19 декабря 1972 года, Литомержице, Чехословакия) — чехословацкая баскетболистка.

## Биография
Камила Водичкова родилась 19 декабря 1972 года в Литомержице (Чехословакия).
В сезоне 2004 года Водичкова столкнулась с жёстким выбором, а олимпийская сборная её родной страны потребовала, чтобы она пропустила сезон WNBA, если хотела бы сыграть в летних Олимпийских играх 2004. Водичкова отказалась идти домой и это решение оказалось пророческим.
Камила состоит в фактическом браке. У пары есть ребёнок (род. 2007).